# Auster Avis
El Auster Avis (Model P) fue un avión ligero británico de cuatro asientos desarrollado por Auster Aircraft a partir del Auster Autocrat, en la década de 1940.

## Diseño y desarrollo
Presentaba un fuselaje rediseñado que incorporaba cuatro puertas y una sección transversal circular hacia la cola, un nuevo tren de aterrizaje y nuevos flaps. Se planeó en dos versiones, la Mk 1 para uso civil y la Mk 2 para tareas militares y de ambulancia aérea. Sin embargo, sólo se construyeron dos prototipos y Auster abandonó el proyecto en favor del Auster J/5 Autocar.

## Especificaciones (Avis)
Referencia datos: Jane's all the World's Aircraft 1949-50, The Incomplete Guide to Airfoil Usage

### Características generales
- Tripulación: Uno (piloto)
- Capacidad: 3 pasajeros
- Longitud: 7,2 m (23,6 ft)
- Envergadura: 11,1 m (36,3 ft)
- Altura: 2 m (6,5 ft) (cola abajo, hélice horizontal)
- Superficie alar: 17,2 m² (185,1 ft²)
- Perfil alar: NACA 23012
- Peso vacío: 671 kg (1478,9 lb)
- Peso cargado: 1157 kg (2550 lb)
- Planta motriz: 1× motor lineal invertido de 4 cilindros refrigerado por aire De Havilland Gipsy Major 10.
  - Potencia: 108 kW (149 HP; 147 CV) máximo a 2550 rpm; 81 kW (108 hp) continuo a 2300 rpm
- Hélices: Weybridge bipala de madera de paso fijo
- Alargamiento: 6,982
- Capacidad de combustible: 150 L en dos depósitos en las raíces alares; aceite: 14 L detrás del motor

### Rendimiento
- Velocidad máxima operativa (Vno): 185 km/h (115 MPH; 100 kt) (totalmente cargado)
- Velocidad crucero (Vc): 160 km/h (99 MPH; 86 kt) (totalmente cargado)
- Velocidad de entrada en pérdida (Vs): 64 km/h (40 MPH; 35 kt) (flaps abajo, totalmente cargado)
- Alcance: 800 km (432 nmi; 497 mi) (totalmente cargado en aire calmo)
- Techo de vuelo: 3700 m (12 139 ft) (totalmente cargado)
- Régimen de ascenso: 2,6 m/s (512 ft/min) (totalmente cargado)
- Carga alar: 67 kg/m² (13,7 lb/ft²) (totalmente cargado)
- Potencia/peso: 10,6 kg/kW (17,5 lb/hp totalmente cargado a 2300 rpm; 9,0836 kg/kW (14,9333 lb/hp) a 2200 rpm)
- Consumo: 4,7 km/L (0,148 kg/km)
- Carrera de despegue: 169 m con viento de 8 km/h
- Distancia de aterrizaje: 120 m con viento de 8 km/h

## Aeronaves relacionadas

### Desarrollos relacionados
- Auster Autocrat

### Secuencias de designación
- Secuencia Alfanumérica (interna de Auster): ← AOP6 - 6A Tugmaster - 6B Terrier - Avis - T7 - B4 - B5 →